# Tomio Okamura
Tomio Okamura (岡村 富夫), češki politik; * 4. julij 1972, Tokio, Japonska.
Okamura je češki desničarki politik in podjetnik moravskega ter japonskega rodu. Je ustanovitelj stranke Dawn - narodna koalicija ter Svoboda in neposredna demokracija (SPD). Od oktobra 2013 je poslanec spodnjega doma češkega parlamenta in vodja svoje stranke. Pred tem je bil neodvisen senator za Zlinski okraj.

## Mladost in korenine
Okamura se je rodil v Tokiu. Njegova mati Helena Okamura, rojena Holíková, po rodu iz Moravske Vlaške, se je tja preselila leta 1966 po poroki z Matsujem Okamuro, ki ima pol japonske in pol korejske korenine. Tomio Okamura je prvih deset let svojega življenja živel na Japonskem, nato pa se je njegova mati s sinovoma vrnila na Češkoslovaško. Del otroštva je preživel v otroškem domu v Mašťovu v regiji Usti nad Labem, kjer so ga hudo ustrahovali, zaradi česar je jecljal do 22. leta. Po končani osnovni šoli je nadaljeval študij kemije.
V otroštvu je delal kot prodajalec kokic v kinu na Japonskem.

## Poslovna kariera
Svojo poslovno kariero je začel leta 1994 in se osredotočil predvsem na industrijo potovanj in gastronomije. Začel je izdajati tudi četrtletnik Pivní magazín ("Revija piva"). Je avtor ali soavtor več knjig. Njegova knjiga Tomio Okamura – Český sen ("Tomio Okamura - Češke sanje") je bila leta 2010 med 10 najbolje prodajanih na Češkem. Spomladi 2011 je izšla njegova druga knjiga Umění vládnout ("Umetnost upravljanja"). Leta 2012 je napisal knjigo Umění žít ("Umetnost življenja"). Leta 2013 je napisal dve knjigi – Umění přímé demokracie ("Umetnost neposredne demokracije") in Velká japonská kuchařka ("Velika japonska kuharska knjiga").
Okamura ima povezave s številnimi podjetji, vključno z Združenjem čeških potovalnih agencij (češko Asociace českých cestovních kanceláří a agentur, AČCKA), kjer je bil tiskovni predstavnik in podpredsednik. Med drugimi podjetji, ki jih je vodil Okamura, sta potovalna agencija Miki travel in trgovino s hrano Japa.
Okamura je bil sodnik na Den D, češki različici britanske televizijske oddaje Dragons' Den, in sicer v treh serijah med letoma 2009 in 2010.

## Politična kariera

### senat
Junija 2012 je Okamura, prej znan kot zagovornik neposredne demokracije, najavil svojo kandidaturo za volitve v češki senat leta 2012 kot neodvisni kandidat v Zlinu. Na oktobrskih volitvah je Okamura vodil po prvem krogu s 30 % glasov.  V drugem krogu je zmagal proti Stanislavu Mišáku, prejel 66 % glasov in 20. oktobra 2012 osvojil sedež v senatu.
Februarja 2013 je bil Okamura med skupino senatorjev, ki so podpisali predlog za pregon predsednika Vaclava Klausa zaradi veleizdaje v zvezi z amnestijo, ki jo je Klaus napovedal ob izteku mandata. Predlog je Ustavno sodišče Češke republike zavrnilo. Okamura je podprl tudi ustavni amandma za odpravo dosmrtne imunitete za javne uradnike. Njegov senatorski mandat se je iztekel z izvolitvijo v poslansko zbornico.

### Predsedniška kandidatura
Takoj po izvolitvi v senat je Okamura napovedal, da namerava kandidirati na predsedniških volitvah leta 2013. Okamurov volilni tabor je predložil seznam 61.500 podpisov podpore. A 23. novembra 2012 je ministrstvo za notranje zadeve sporočilo, da je mogoče potrditi le 35.750 podpisov, zato je bila njegova kandidatura zavrnjena. Pritožil se je na Vrhovno upravno sodišče, ki je odločilo, da je MNZ pri štetju podpisov naredilo napako. Okamura je na ministrstvo pozval, naj podpise preračuna posamezno, ne pa po oceni, a je bila pritožba zavrnjena.
V odzivu na to sodbo je Okamura napovedal, da gre za "politično odločitev", in postavil pod vprašaj neodvisnost sodstva. Sodbo ustavnega sodišča je zavrnil kot nepravično in trdil, da pravice na Češkem ni mogoče doseči.

### Zora neposredne demokracije
Na parlamentarnih volitvah leta 2013 je njegova stranka - Zora neposredne demokracije Tomia Okamure - prejela 342.339 glasov (6,88 %) in pridobila 14 sedežev. Njegov prejšnji senatorski mandat je potekel zaradi njegove izvolitve za poslanca.

### Gibanje svobode in neposredne demokracije
Maja 2015 je Okamura ustanovil novo politično združenje v češki poslanski zbornici, Svobodo in neposredno demokracijo (SPD), trdo evroskeptično stranko proti priseljevalsko, in prodirektno demokracijo. SPD je povezana s francosko Nacionalno fronto prek evropskega parlamentarnega zavezništva Gibanja za Evropo narodov in svobode.
Okamura je bil na parlamentarnih volitvah leta 2017 ponovno izvoljen za poslanca. Stranka je zasedla četrto mesto in je osvojila 22 sedežev. 

## Osebno življenje
Okamura ima dva brata; njegov starejši brat Hayato je tolmač in prevajalec in se je leta 2015 pridružil KDU-ČSL, za katero je na zakonodajnih volitvah leta 2017 kandidiral v Pragi. Njegov mlajši brat Osamu je arhitekt in univerzitetni učitelj. Iz triletnega zakona z Japonko ima sina po imenu Ruy.
Januarja 2012, ko je bil star 40 let, so poročali, da se Okamura druži z 20-letno češko študentko.